# Mirko Burić
Mirko Burić, črnogorski general, * 16. september 1921, † ?.

## Življenjepis
Od začetka je sodeloval v NOVJ; istega leta je vstopil v KPJ. Med vojno je bil politični komisar v več enotah.
Po vojni je končal šolanje na Višji letalski vojaški akademiji JLA in operativni tečaj na Vojni šoli.

## Odlikovanja
- Red bratstva in enotnosti
- Red za vojaške zasluge